# Holger Henrik Herholdt Drachmann
Holger Henrik Herholdt Drachmann (9 de octubre de 1846 – 14 de enero de 1908), fue un poeta y dramaturgo danés. Es una figura destacada del  Modern Break-Through.

## Juventud
Holger nació en Copenhague, era hijo del médico, A. G. Drachmann, cuyo padre había pertenecido a la congregación germano parlante en la iglesia de San Pedro de Copenhague. A causa de la prematura muerte de su madre, Holger se desarrolló en forma muy independiente y adquirió un interés por las representaciones semi-poéticas, organizando con sus amigos juegos heroicos, en los cuales Holger tomaba parte tales como los de Peder Tordenskjold y Niels Juel.

## Skagen
Drachmann visitó Skagen por primera vez en 1872 con el pintor noruego Frits Thaulow. Luego regresó con frecuencia, relacionándose con la colonia de artistas en crecimiento denominada los Pintores de Skagen aunque sus pinturas no tenían en su espíritu el mismo sitial que el escribir. En 1903, Holger y su tercera esposa Soffi se establecieron en la zona Vesterby de Skagen en su casa denominada Villa Pax. Posteriormente, Drachmann regresó a la pintura, a menudo pintando motivos con barcos y el mar. Luego de su muerte, su casa en Skagen fue convertida en museo.

## Esposas
Holger fue enviado a Bornholm para aprender a pintar. Allí conoció a su primera esposa Vilhelmine Erichsen, con quien se casó en 1871 en Gentofte. Tuvieron una hija, Eva. En 1874 el casamiento concluyó. Luego Holger se relacionó durante un corto lapso con una mujer casada llamada Polly. Poco tiempo luego de que ella alumbrara una hija, ella decidió no volver a verlo.
Luego Holger se vinculó con una joven llamada Emmy a quien conoce en Hamburgo. Se enamoraron y se casaron. Adoptaron a la hija de Polly y tuvieron cuatro hijos propios. En 1887 ella se enfermó de gravedad, y una de sus hijas muere ese mismo año. Tal vez a causa del estrés Holberg huye y establece una relación con Amanda Nielsen, a quien él llama Edith, quien se convierte en su gran musa. A lo largo de su vida tiene muchas musas, pero en su lecho de muerte confiesa que sus dos grandes musas fueron Vilhelmine y Edith.

## Carrera

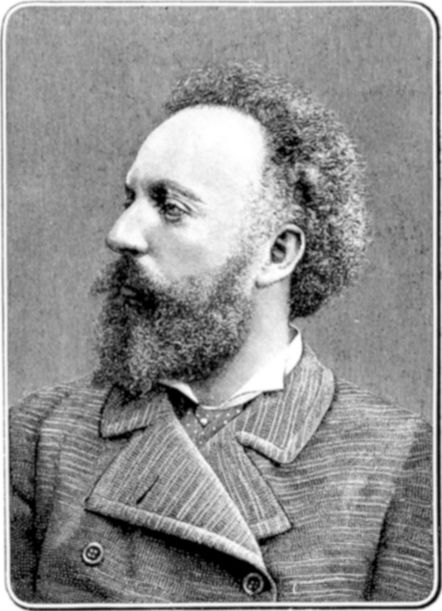
Holger Drachmann 1888.

Atrasado en sus estudios, no ingresa a la universidad sino hasta 1865, dejándola en 1866 para convertirse en un estudiante de la Academia de Bellas Artes. Desde 1866 a 1870 es discípulo del profesor Sørensen, para convertirse en un pintor de temas marinos. Hacia 1870 cae bajo la influencia de Georg Brandes, y sin abandonar la pintura comienza a dedicar la mayoría de su tiempo a la literatura. En varias oportunidades realiza viajes por Inglaterra, Escocia, Francia, España e Italia, y su carrera literaria comienza con las cartas que envía a los periódicos en Dinamarca donde narra sus viajes.
Luego de su regreso a casa, se establece por cierto tiempo en la isla de Bornholm, pintando paisajes marinos. Procede a publicar su primer libro de poemas, Digte (1872), y se une al grupo de jóvenes escritores radicales que seguían a Brandes. Drachmann estaba con dudas sobre si su fortaleza principal era el dibujo o la escritura. Ya para esta época había tenido múltiples experiencias en su vida, especialmente entre los marineros, pescadores, estudiantes y artistas, y los problemas de la Guerra franco-prusiana y la Comuna de París lo habían persuadido que una nueva y gloriosa era estaba por comenzar.
Su libro de letras, Dæmpede Melodier (Melodías apagadas, 1875), dejó claro que Drachmann era un poeta con una vocación real, y comenzó a producir libros en prosa y verso. Ungt Blod (Sangre Joven, 1876) contiene tres historias realistas de la vida contemporánea. Pero retornó a su verdadera especialidad con su magnífica Sange ved Havet; Venezia (Canciones del Mar; Venecia, 1877), y se conquistó la apasionada admiración de sus coetáneos por su obra en prosa, con interludios en verso, titulado Derovre fra grænsen (Sobre la frontera allí, 1877), una serie de impresiones que realiza Drachmann sobre la vista de escenas de la guerra en Alemania.
Durante los siguientes años visita la mayoría de los principales países del mundo, pero especialmente se familiariza mediante sus viajes, con el mar y la vida del hombre de mar. En 1879 publica Ranker og Roser (Tendrils y Rosas), una serie de versos amorosos con una muy fina melodía, en el cual es evidente un gran progreso en su técnica. Para esta misma época escribe Paa sømands tro og love (Sobre la Fe y el Honor de un Marinero, 1878), un libro de historias cortas en prosa.
Hacia 1880 Drachmann se abre de los Brandes y los radicales, y se erige en líder de una especie demovimiento nacionalista o popular-Conservador en Dinamarca. En sus libros continúa celebrando la vida de los pescadores y marineros, tanto en prosa o en verso, temas que eran muy populares en esa época. Entre estos se cuentan Paul og Virginie y Lars Kruse (ambos en 1879); Østen for sol og vesten for maane (Al Este del Sol y al Oeste de la Luna, 1880); Puppe og Sommerfugl (Crisálida y Mariposa, 1882); y Strandby Folk (1883) . A comienzos de la década de 1890 nuevamente se junta con el grupo de Brandes aunque sin dejar sus moticaciones nacionales. Sus numerosos cambios de bando a menudo son considerados oportunistas aunque en realidad es probable fueran producto de su entusiasmo eterno y deseo de una base positiva para su arte.
En 1882 Drachmann publicó una pulida traducción o paráfrasis del Don Juan de  Byron. Su obra teatral romántica Der var engang (Había una Vez) escrita en 1885, es un gran éxito al ser representada en el Royal Theatre de Copenhague, y se convirtió en un clásico. Sus tragedias Volund Smed (Wayland the Smith, 1894) y Brav-karl (1897) lo terminan de convertir en un reconocido escritor de obras teatrales populares de Dinamarca. En 1894 publica un libro de Melodramas fantásticos en verso con rima, una colección que contiene algunos de los mejores escritos de Drachmann.

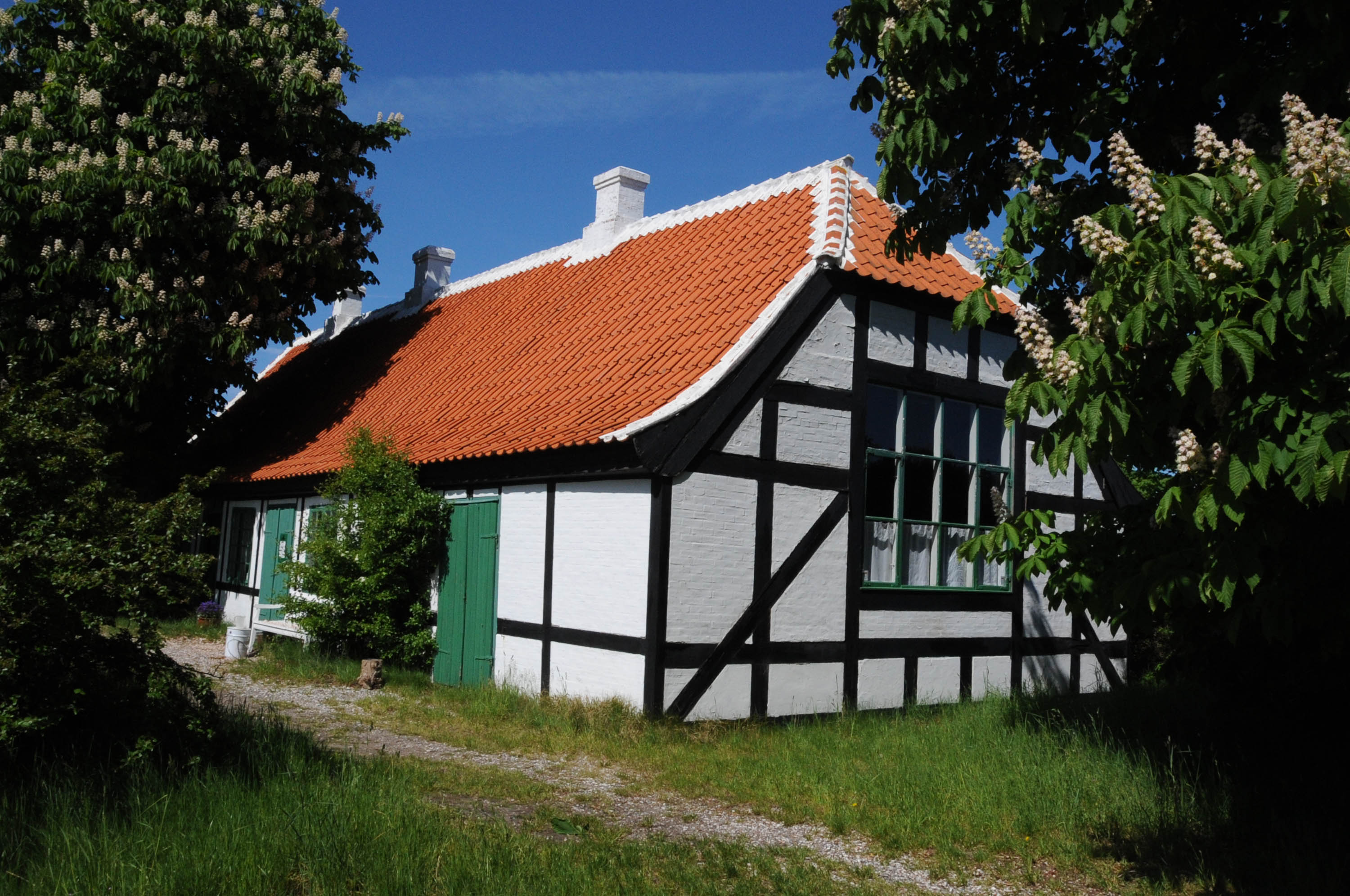
Casa en Skagen.

Su novela Med den brede Pensel (Con un Grueso Pincel, 1887) a la cual le siguió Forskrevet en 1890, la historia de un joven pintor, Henrik Gerhard, y su revuelta contra su entorno burgués. Muy relacionada con esta novela es la obra Den hellige Ild (El Fuego Sagrado, 1899), en la cual Drachmann habla sobre sí mismo. En esta obra autobiográfica casi no hay una historia argumetal, sino que abunda en pasajes líricos. En 1899 escribe su obra teatral romántica Gurre; en 1900 el drama, Hallfred Vandraadeskjald; y en 1903, Det grønne Haab. Falleció en Copenhague y fue sepultado en la dunas de arena en Grenen, cerca de Skagen.
Drachmann es uno de los poetas dinamarqueses más populares de la era moderna a pesar de que gran parte de su obra ha pasado al olvido. En él se fusionan actitudes de un rebelde moderno con una visión romántica de las mujeres y la historia. Su personalidad a menudo ocultaba sus méritos literarios y de numerosas formas desempeñó el rol de un "típico" poeta bohemio con una turbulenta vida privada. Sus relaciones con diversas mujeres (sus "musas") a menudo eran motivo de un gran escándalo pero a la vez eran el combustible para su inspiración. Especialmente "Edith",  una cantante de cabaret que fue su amante durante la década de 1890 e inspiró gran parte de su mejor poesía amorosa. Su método poético a menudo retórico y ocasionalmente "wordiness" ha llevado a que algunos críticos lo comparen con Swinburne.